# Justus Berger
Frans Justus Berger, född den 23 maj 1851  i Asks socken, Malmöhus län, död där den 27 november 1917, var en svensk militär.
Berger blev underlöjtnant vid Norra skånska infanteriregementet 1874, löjtnant där 1880 och kapten där 1895. Han blev major vid Hallands regemente 1903 och vid Norra skånska infanteriregementet 1904. Berger befordrades till överstelöjtnant vid Kronobergs regemente 1905 och övergick som sådan i regementets reserv 1907. Han var förlikningsman i södra distriktet 1906–1913 och blev domänintendent 1913. Berger blev riddare av Svärdsorden 1897 och av Vasaorden 1900. Han vilar på Asks kyrkogård.